# Relaciones Somalia - Reino Unido
Las relaciones Somalia - Reino Unido son las relaciones bilaterales internacionales entre Somalia y Reino Unido.

## Historia
Relaciones entre los territorios de Somalia en la actualidad y el Reino unido datan al siglo XIX. En 1884, Gran Bretaña estableció el protectorado británico de Somaliland en Somalia del norte (Somalilandia) después de firmar tratados sucesivos con los gobernadores de la época, los sultanes somalíes, como Mohamoud Ali Shire del Sultanato de Warsangli. En 1900, las fuerzas Dervíes del sultán Derviche Diiriye Guure comenzaron una resistencia de veinte años contra las tropas británicas Esta campaña militar finalmente llegó a su fin en 1920, después de que Gran Bretaña realizase bombardeos aéreos sobre Taleh la capital de Derviche.
Luego de la Segunda Guerra Mundial, Gran Bretaña mantuvo control sobre la Somalilandia Británica y la Somalilandia Italiana como protectorados. En 1945, durante la Conferencia de Potsdam, las Naciones Unidas le concedieron a Italia el fideicomiso sobre la Somalilandia Italiana, pero bajo cercana supervisión y bajo la condición que Somalia obtuviese su independencia en los siguientes diez años, esta condición fue propuesta primeramente por la Liga Juvenil Somalí y otras organizaciones políticas somalíes. La Somalilandia británica se mantuvo como protectorado hasta 1960.
En 1948, bajo las presiones de los aliados de la Segunda Guerra Mundial y para la sorpresa de los somalíes, los británicos "regresaron" el Haud (un área somalí de pastoreo importante que se suponía estaba 'protegido' por tratados británicos con los somalíes en 1884 y 1886) y el Ogadén a Etiopía, basado en un tratado  firmado en 1897 en el que los británicos cedieron el territorio somalí al Emperador etiópe Menelik II a cambio de su ayuda contra las incursiones de los clanes somalíes. Gran Bretaña incluyó la condición que los residente somalíes mantuviesen su autonomía, pero Etiopía inmediatamente reclamó soberanía total sobre la región. Esto hizo que Gran Bretaña intentase en 1956 comprar la zona para regresársela a los somalíes, pero no tuvo éxito. Los británicos también concedieron la administración de la región somalí de la Provincia Nororiental a los nacionalistas de Kenia, a pesar del plebiscito informal que demostraba el deseo de los pobladores de la zona de unirse a la República de Somalia.
El 1 de julio de 1960, se unieron los territorios de la Somalilandia británica y el Fideicomiso de Somalilandia, como estaba planeado, para formar la República de Somalia. Entre 1963 y 1968, el gobierno somalí cortó los lazos diplomáticos con el Reino Unido debido al asunto de la Provincia Nororiental. Más tarde restableció sus relaciones debido al aumento del poder del Consejo Revolucionario Supremo en 1969.
Después del derrumbamiento del gobierno central somalí y el inicio de la guerra civil en 1991, la embajada de Reino Unido en Mogadiscio cerró. En el siguiente período, el gobierno británico mantuvo lazos diplomáticos con el recientemente formado Gobierno Nacional de Transición y su sucesor el Gobierno Federal de Transición. También se involucró en algunas de las administraciones regionales de Somalia, como la de Puntlandia y Somalilandia, para asegurar una amplia inclusión en el proceso de paz. En 2012, las autoridades británicas además organizaron la Conferencia de Londres en Somalia para coordinar el apoyo de la comunidad internacional al gobierno interino de Somalia.
Siguiendo el establecimiento del Gobierno Federal de Somalia en agosto de 2012, las autoridades británicas reafirmaron el continuado apoyo británico por el gobierno somalí, su integridad territorial y su soberanía.
En el 23 de marzo de 2017 el ministro de Relaciones Exteriores británico, Boris Johnson, presidió una reunión del consejo sobre la situación humanitaria y política en la nación del Cuerno de África en vistas de una posible futura hambruna. Una semana antes de esto Johnson visitó Mogadiscio para hablar con el presidente somalí Mohamed Abdullahi Mohamed sobre una estrategia para evitar cualquier crisis.

## Misiones diplomáticas

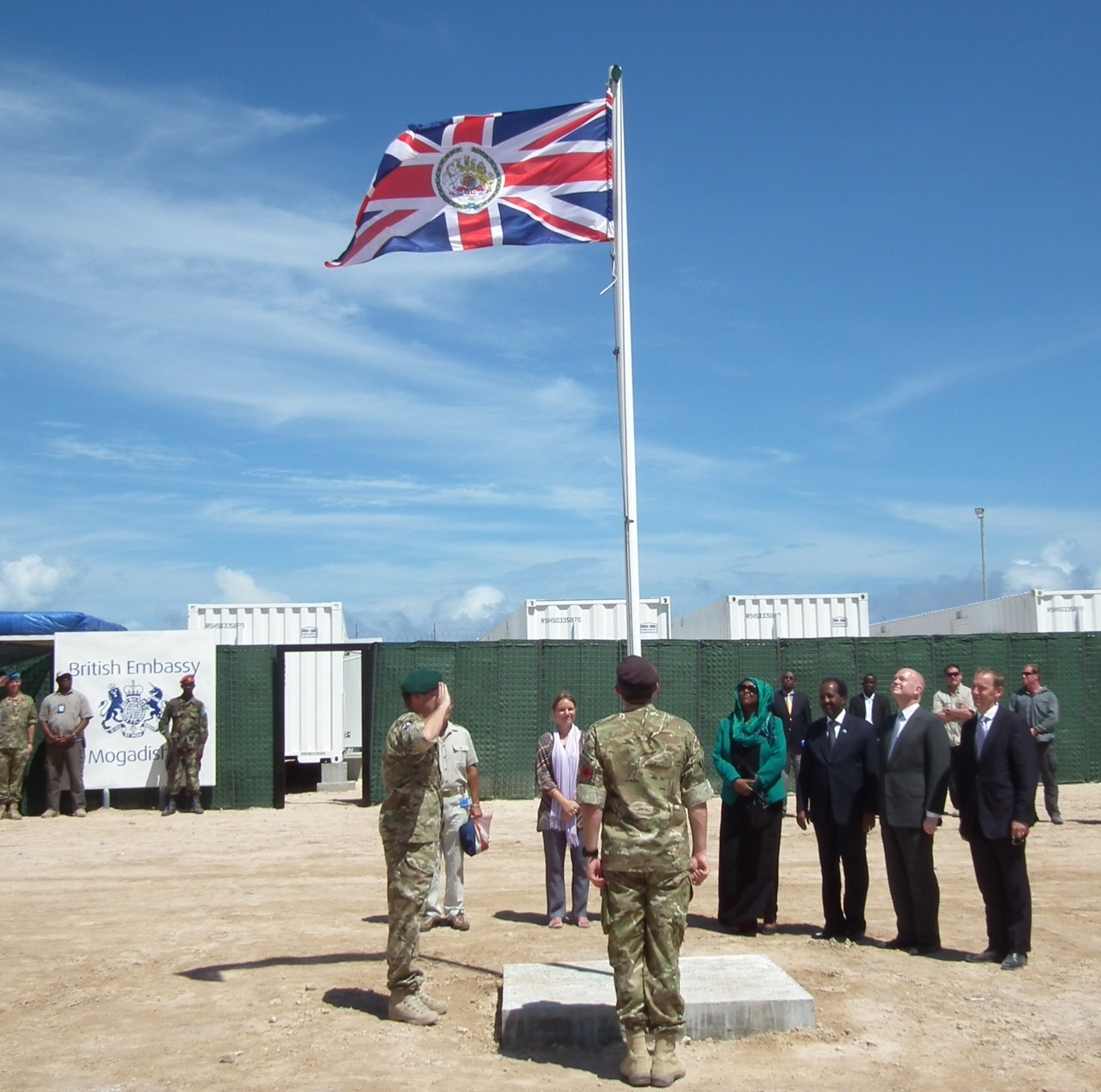
La ceremonia de reapertura de la Embajada Británica en Mogadiscio, 2013

Somalia no tiene una embajada en Londres ni tiene presencia diplomática oficial en el Reino Unido desde que la embajada fue cerrada en el año 1994.
El 25 de abril de 2013, el Reino Unido se convirtió en el primer país occidental en reabrir su embajada en Somalia, con el Primer Secretario de Estado William Hague asistiendo a la ceremonia en Mogadiscio. El 6 de junio de 2013, el gobierno británico nombró a Neil Wigan como el nuevo embajador británico en Somalia. Siendo sucedido por Mate Baugh. El 16 de marzo de 2015, Harriet Mathews fue nombrada como la sucesora de Wigan como embajadora. Fue transferido a la República Popular del Congo en junio de 2015.